# Scytalopus androstictus
A Scytalopus androstictus a madarak osztályának verébalakúak (Passeriformes) rendjébe és a fedettcsőrűfélék (Rhinocryptidae) családjába tartozó faj.

## Rendszerezése
A fajt Niels Krabbe és Carlos Daniel Cadena írták le 2010-ben, Scytalopus opacus androstictus néven.

## Előfordulása
Andokban, Ecuador és Peru területén honos.

## Természetvédelmi helyzete
Az elterjedési területe kicsi. A Természetvédelmi Világszövetség Vörös listáján nem szerepel.